# Осогово (стадион)
Вижте пояснителната страница за други значения на Осогово.
„Осогово“ е български стадион, намиращ се в град Кюстендил. На него играе домакинските си мачове футболен клуб ФК „Кюстендил“.
На стадион „Осогово“ през 1954 година се играят мачовете на местния отбор „Червено знаме“, когато той е участвал в А РФГ. В края на 60-те години е използван за тренировъчна база на Националния отбор по футбол.
Стадион „Осогово“ е част от Национална спортна база „Осогово“ – спортен комплекс за състезания и тренировки по различни спортове. Националната спортна база „Осогово“ е открита на 5 ноември 1979 г. след реконструкция на съществуващия от по-ранно време едноименен стадион на същото място.
Спортният комплекс включва затревен футболен терен с 10 000 седящи места, лекоатлетическа писта, 3200 m² закрита площ, закрита лекоатлетическа писта с дължина 130 м., зала за хвърляния, зали за тенис на маса, за художествена гимнастика, обща физическа подготовка, волейболна и баскетболна зала, клуб на спортиста, сладкарница, административни и битови помещения. Към базата има хотел „Спорт Палас“ със 182 легла.